# Deiniades

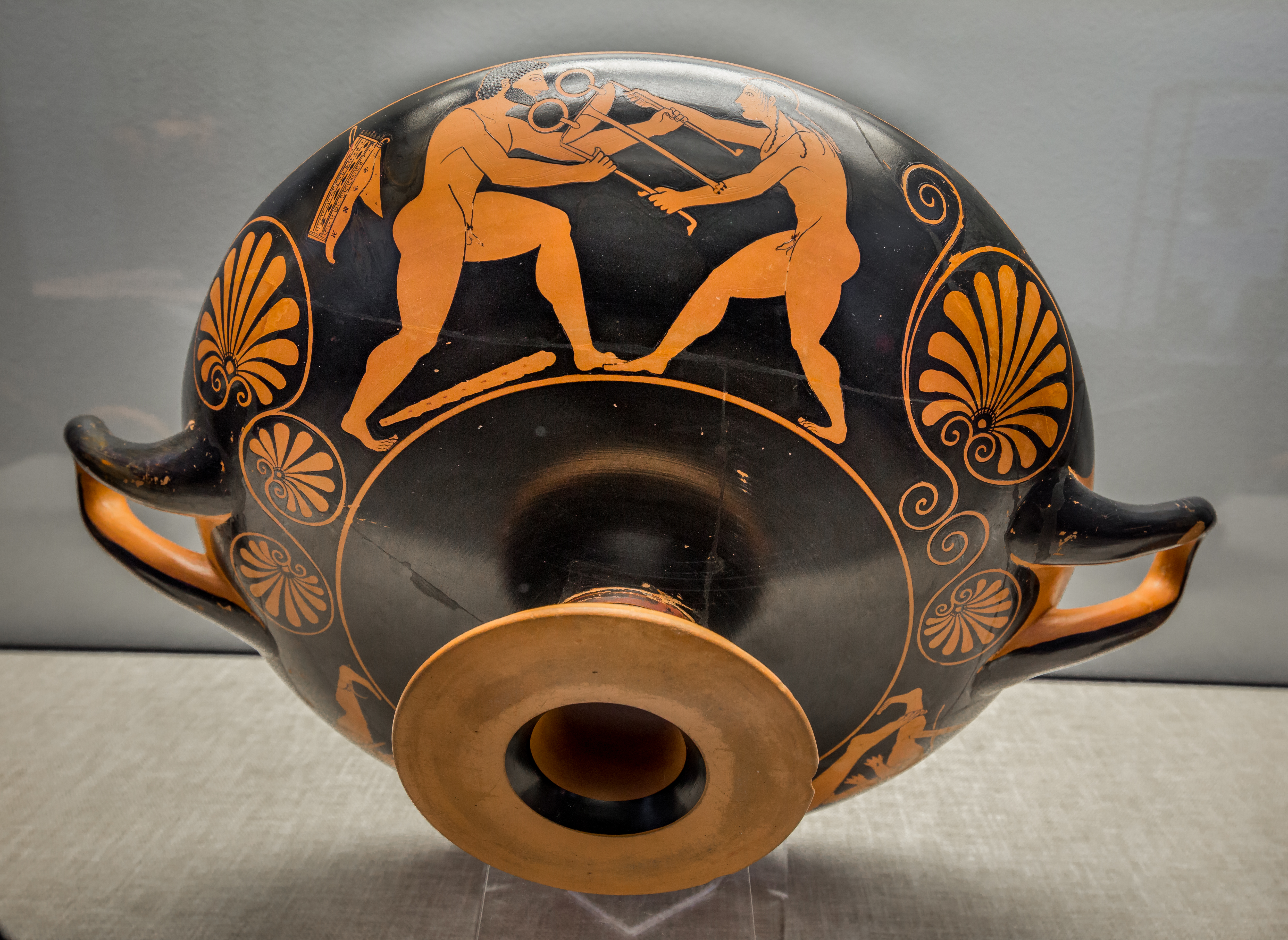
Schale, München Staatliche Antikensammlungen 2590, Herakles und Apollon ringen um den Dreifuß

Deiniades (Δειν[ιά]δης) war ein griechischer Töpfer, der um 520 v. Chr. in Athen tätig war.
Von ihm ist nur die rotfigurige Schale München, Antikensammlungen 2590 mit seiner Signatur Δειν[ια]δ̣ες [ε]ποιε̣σεν bekannt, als Maler hat Phintias die Schale signiert.